# 亭主関白
亭主関白（ていしゅかんぱく）とは、「亭主」が「関白」のようであるということである。亭主は夫のことであり、この言葉は亭主が関白のように家庭内で威張っている状態を指す。この逆をかかあ天下という。